# Teoria computacional dos números
Em matemática e ciência da computação, a teoria computacional dos números, também conhecida como teoria algorítmica dos números, é o estudo de algoritmos para a realização de cálculos na teoria dos números.